# Kitty Lynn Joustra
Pour les articles homonymes, voir Joustra.
Kitty Lynn Joustra est une joueuse néerlandaise de water-polo née le 11 janvier 1998 à Purmerend, en Hollande-Septentrionale. Elle a remporté avec l'équipe des Pays-Bas la médaille de bronze du tournoi féminin aux Jeux olympiques d'été de 2024, organisés à Paris.